# Треппо-Карніко
Треппо-Карніко (італ. Treppo Carnico) — муніципалітет в Італії, у регіоні Фріулі-Венеція-Джулія,  провінція Удіне.
Треппо-Карніко розташоване на відстані близько 520 км на північ від Рима, 120 км на північний захід від Трієста, 55 км на північ від Удіне.

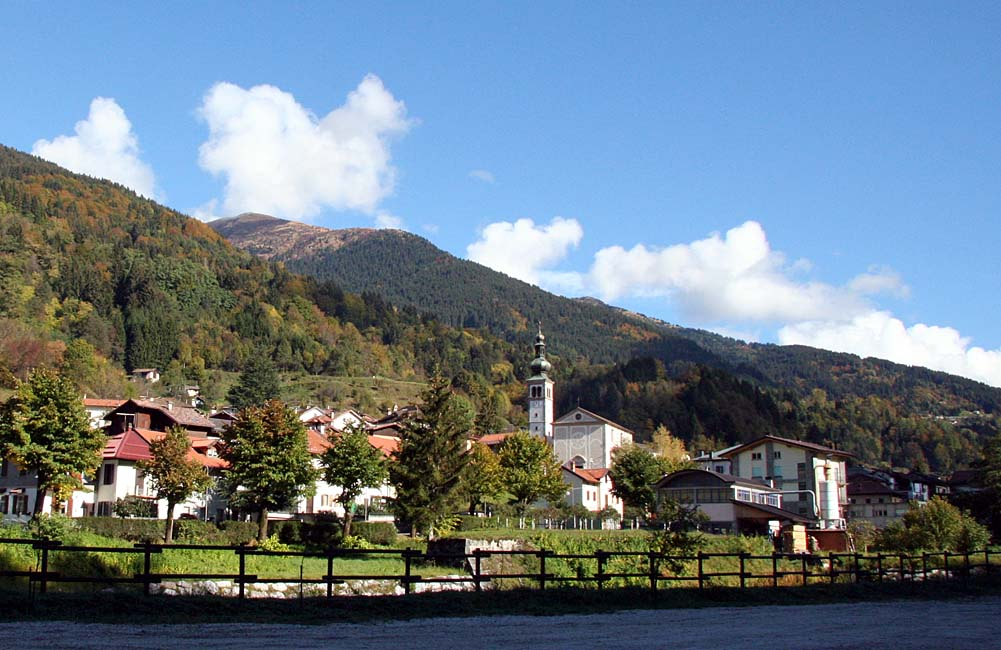

Населення — 619 осіб (2014).

## Демографія
Населення за роками:

Станом на 31 грудня 2014 року в муніципалітеті офіційно проживало 11 іноземців з 7 країн, серед них 7 громадян країн Євросоюзу.

## Сусідні муніципалітети
- Арта-Терме
- Лігозулло
- Палуцца
- Пауларо